# Erasto Nyoti
Erasto Nyoti (Dar es Salaam, Tanzania, 7 de mayo de 1988) es un futbolista de Tanzania que juega en la posición de centrocampista y que actualmente milita en el Namungo FC de la liga tanzana de fútbol.

## Carrera

### Club
| Periodo   | Club       |
| --------- | ---------- |
| 2006      | Arusha FC  |
| 2006-2008 | Vital'O FC |
| 2008-2017 | Azam FC    |
| 2017-2023 | Simba SC   |
| 2023-     | Namungo FC |

### Selección nacional
Jugó para Tanzania en 106 ocasiones de 2006 a 2021 y anotó seis goles, participó en la Copa Africana de Naciones 2019 y en dos ediciones del Campeonato Africano de Naciones.
| N.º | Fecha      | Sede                                      | Rival        | Gol | Resultado | Evento                                                        |
| --- | ---------- | ----------------------------------------- | ------------ | --- | --------- | ------------------------------------------------------------- |
| 1   | 16-6-2007  | Stade du 4 Août, Uagadugú, Burkina Faso   | Burkina Faso | 1–0 | 1–0       | Clasificación para la Copa Africana de Naciones de 2008       |
| 2   | 10-6-2012  | National Stadium, Dar es Salaam, Tanzania | Gambia       | 2–1 | 2–1       | Clasificación para la Copa Mundial de Fútbol de 2014          |
| 3   | 15-8-2012  | Molepolole Stadium, Molepolole, Botsuana  | Botsuana     | 1–0 | 3–3       | Amistoso                                                      |
| 4   | 5-7-2017   | Moruleng Stadium, Moruleng, Sudáfrica     | Zambia       | 1–0 | 2–4       | Copa COSAFA 2017                                              |
| 5   | 24-3-2019  | National Stadium, Dar es Salaam, Tanzania | Uganda       | 2–0 | 3–0       | Clasificación para la Copa Africana de Naciones de 2019       |
| 6   | 18-10-2019 | Al-Merrikh Stadium, Omdurman, Sudán       | Sudán        | 1–1 | 1–2       | Clasificación para el Campeonato Africano de Naciones de 2020 |

## Logros
- Primera División de Burundi (1): 2007
- Liga tanzana de fútbol (5): 2013/14, 2017/18, 2018/19, 2019/20, 2020/21
- Copa de Clubes de la CECAFA (1): 2015
- Copa Mapinduzi (4): 2012, 2013, 2017, 2022
- Copa Nyerere (2): 2019/20, 2020/21
- Tanzania Community Shield (5): 2017, 2018, 2019, 2020, 2023